# Дуглас Роберт Бадер
Сер Дуглас Роберт Стюарт Бадер (англ. Douglas Robert Steuart Bader; 21 лютого 1910 — 5 вересня 1982) — полковник Королівських військово-повітряних сил Великої Британії (КВВС), ас Другої світової війни.
Втратив обидві ноги в авіаційній аварії, але продовжував літати і брав участь у бойових діях. Здобув 20 особистих перемог, 4 в групі, 6 особистих непідтверджених, одну групову непідтверджену і пошкодив 11 літаків противника.

## Біографія

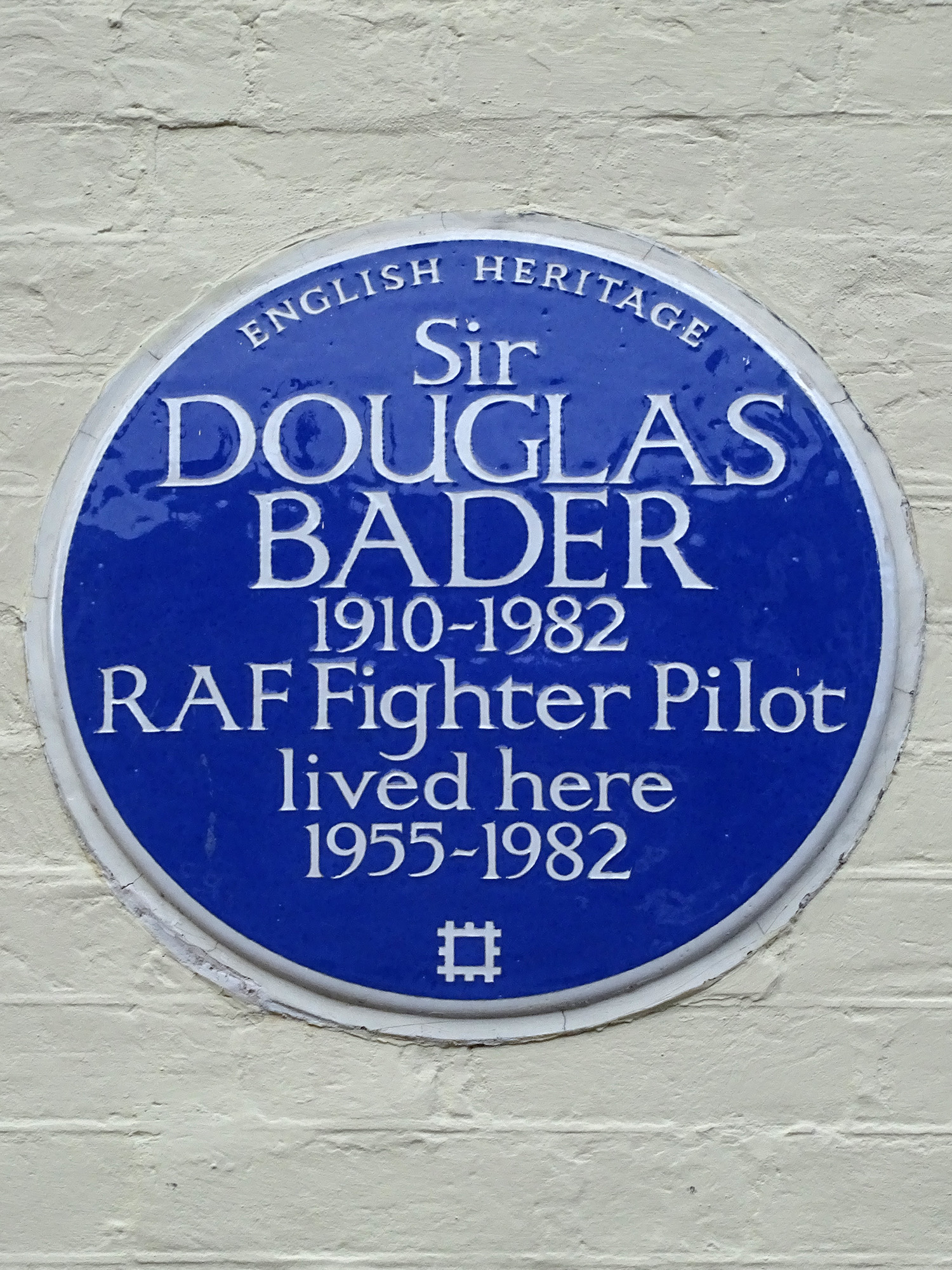
Синя табличка, присвячена Бадеру

Бадер вступив в Королівські ВПС в 1928 році і став пілотом в 1930 році. У грудні 1931 під час тренування з аеробатики в Редингському аероклубі потрапив в аварію на літаку Bulldog (встромився лівим крилом у ріллю) і втратив обидві ноги. У польотному журналі за той день Бадер записав: «Розбився, роблячи бочку над самою землею. Погано виступив». Хоча в 1933 році Королівські ВПС відправили Бадера у відставку, він продовжував літати.
Пройшовши реабілітацію після ампутації ніг, він відновив льотні тренування і подав заявку на відновлення на посаді пілота, але був звільнений з армії за станом здоров'я. Під час Другої світової війни в 1939 році Бадеру вдалося відновитися у КВПС. Він здобув свою першу перемогу під Дюнкерком під час Французької кампанії в 1940 році. Бадер брав участь у Битві за Британію і став другом Траффорда Лі-Меллорі, допомагаючи йому в освоєнні тактики «великого крила».
У серпні 1941 року Бадер був збитий над окупованою Францією і захоплений у полон. Там він познайомився з Адольфом Галландом, відомим німецьким асом. Причини, чому Бадер був збитий, до кінця не з'ясовані, можливо, він став жертвою дружнього вогню.
Рятуючись зі збитого літака, він полетів в один бік, а один з його протезів, затиснутий в кабіні, в інший. На землі — приблизно в тих же місцях, де у 1917 році був смертельно поранений його батько, сапер Королівських інженерних військ, — Бадер був схоплений і опинився в таборі. Німецька влада попросила британців скинути бранцеві запасний протез. Британський пілот скинув протез і приєднався до колег, що летіли бомбити електростанцію Госне біля Бетюна; станцію врятувала тільки погана погода. Така неввічливість незабаром змеркла перед неприємностями, які доставляв Дуглас своїм тюремникам. З ним поводилися добре; майже кожен досвідчений офіцер люфтваффе, яким доводилося потрапити в ті краї, вважав своїм обов'язком заглянути до Бадера і розважити його. Але Дуглас витрачав весь свій час і сили на підготовку втечі. Втеча йому вдалася — і не один раз, а декілька, поки зневірений табірний чиновник не пригрозив відібрати у нього ноги. Загроза не справила ефекту, і врешті-решт Дугласа доставили в Кольдіц.
Бадер побував у багатьох таборах для військовополонених, останнім з яких став табір в замку Кольдіц, з якого льотчик був звільнений у квітні 1945 року американськими військовими (1-я армія США). Відразу ж після звільнення він вирушив до Парижа і зажадав собі «Спітфайр», але отримав відмову.
Бадер покинув Королівські ВПС у лютому 1946 року і надалі працював в паливній індустрії. У 1950-х роках вийшли фільм і книга про його життя і кар'єру під час війни. Бадер був зведений у ранг лицаря-бакалавра в 1976 році і продовжував літати до 1979 року. Він помер 5 вересня 1982 року від серцевого нападу.

## Фільми
- Досягти небес (англ. Reach for the Sky) — художній біографічний фільм режисера Льюїса Гілберта, випущений в 1956 році.